# محمود گلابدره‌ای
سیدمحمود قادری گلابدره‌ای (زاده ۱۳۱۸ شمیران - درگذشت ۱۵ مرداد ۱۳۹۱ تهران) نویسندهٔ معاصر ایران است.

## زندگی
سیدمحمود قادری گلابدره‌ای در سال ۱۳۱۸ در شمیران زاده شد. جلال آل احمد معلم انشا او بود که بعدها از دوستان وی شد. ظاهراً وی در اواخر عمر از نظر مادی در تنگنا قرار داشته است؛ چنان‌که در نامه‌ای به وزیر مسکن در سال ۸۶ از حقوق ماهیانه ۹۰ هزار تومان و نداشتن مسکن گله کرده و درخواست کمک می‌کند. این نامه بعد از مرگ وی منتشر شده است.

## فعالیت ادبی
از محمود گلابدره‌ای تاکنون ۳۳ کتاب منتشر شده که نخستین آن با عنوان «سگ کوره‌پز» در سال ۱۳۴۹ منتشر شده‌است. وی در سال ۱۳۵۰ رمان «پر کاه» را نوشت و «بادیه» را در سال ۱۳۵۶ به چاپ رساند؛ رمانی که عباس کیارستمی فیلم‌نامه‌ای اقتباسی بر اساس آن نوشت.
محمدرضا سرشار (رضا رهگذر) رئیس انجمن قلم ایران دربارهٔ وی می‌نویسد: «به اعتقاد من، محمود گلابدره‌ای کار مشخصی در تأیید انقلاب ننوشته یا شاید چنین آثاری تألیف کرده است که من در جریان نیستم. از آثار اين نويسنده، كتاب «اسماعيل اسماعيل» داستان نيمه‌بلندي براي نوجوان‌ها بود با موضوع جنگ تحميلي كه ماجرا در اهواز اتفاق مي‌افتاد و جزو داستان‌هاي خوب نوجوان جنگ تحميلي بود. مورد استقبال هم قرار گرفت و در سال‌هاي اوايل جنگ منتشر شد.» گلابدره‌ای در مجموع ۶ کتاب پیش از انقلاب اسلامی ایران دارد که یکی از آن‌ها ترجمهٔ ۶ داستان از نویسندگان روس است.
پرستوها، دال، صحرای سرد، حکومت نظامی، سنگ به مثقال، آقا جلال و سفر به حجله‌گاه عشق از جمله آثار وی پس از انقلاب اسلامی هستند. داریوش مهرجویی، از رمان «دال» وی فیلمنامه‌ای با نام صحرای سرد نوشته که موضوع آن در سوئد می‌گذرد و به زبان‌های خارجی مختلفی نیز برگردانده شده‌است. عباس کیارستمی، از رمان «بادیه» وی فیلمنامه‌ای که در سال ۱۳۵۶ منتشر شد.

## مرگ
گلابدره ای قبل از درگذشت در بیمارستان الغدیر تهران بستری شده بود. او یکشنبه شب پانزدهم مرداد ماه ۱۳۹۱، درگذشت.

## آثار
- زن نویسنده و هاویه ی هوو
- دال (پرنده)|دال
- سرنوشت بچه شمرون
- حکومت نظامی
- آقا جلال
- سنگ ۳ مثقال
- منیر
- سفر به حجله گاه عشق، خاطرات سفر به قونیه
- بادیه
- مادر
- سگ کوره پز
- ده سال هوم لسی آمریکا
- اسماعیل، اسماعیل
- پرکاه
- صحرای سرد
- لحظه‌های انقلاب